# Carlotta di Rethel

Stemma Bourgogne Nevers Rethel

Carlotta di Rethel (1472 – Châteaumeillant, 23 agosto 1500) è stata una nobile francese, fu contessa di Rethel.

## Biografia
Carlotta di Borgogna o Carlotta di Valois-Bourgogne era la figlia di Giovanni II di Nevers, conte di Nevers, Rethel, Étampes ed Eu e della sua seconda moglie, Paule de Brosse, detta de Bretagne, figlia di Giovanni II di Brosse, conte di Penthièvre.
Carlotta fu promessa per la prima volta nel 1481 a Carlo d'Angoulême e poi al conte delle Fiandre Filippo I d'Asburgo. Finalmente sposò il 15 aprile 1486, Giovanni d'Albret, signore di Orval, barone di Lesparre, conte di Dreux e signore di Châteaumeillant.
Jean d'Albret era il fratello di Françoise d'Albret, la terza moglie del padre di Charlotte, Jean de Bourgogne. Il giorno stesso delle nozze, Giovanni di Borgogna lasciò a Carlotta le contee di Nevers e Rethel. Il nipote di Carlotta, Engilberto di Nevers, figlio della sorella maggiore Elisabetta di Borgogna, contestò questa donazione davanti al Parlamento di Parigi, perché intendeva recuperare la contea di Nevers, eredità di sua madre. Affermò che Françoise d'Albret aveva approfittato della debolezza del marito, divenuto un vecchio senile.
Engilberto di Cleves ricevette di fatto le contee di Nevers e di Eu, trasmesse attraverso la madre Elisabetta di Borgogna, sorella maggiore di Carlotta e frutto del primo matrimonio del padre con Jacqueline d'Ailly mentre Carlotta divenne contessa di Rethel.

## Discendenza
Charlotte di Rethel e Jean d'Albret ebbero questi figli:
- Maria, contessa di Rethel nata il 25 marzo 1491, sposò nel 1504 il cugino Carlo II di Cleves, conte di Nevers;
- Elena, nata a Montrond il 16 luglio 1495 e morì nel 1519;[4]
- Carlotta, morta nel 1526, signora di Châteaumeillant, sposò nel 1520 Odet de Foix, visconte di Lautre. Carlotta morì il 23 agosto 1500 a Châteaumeillant e fu sepolta con il marito nella Chiesa Notre-Dame-la-Petite.[5]

## Ascendenza
|                                                |                                         |                                                  | Genitori                                     |  |  | Nonni |  |  | Bisnonni                     |  |  | Trisnonni                  |  |
|                                                |                                         |                                                  |                                              |  |  |       |  |  | Filippo II, duca di Borgogna |  |  | Giovanni II, re di Francia |  |
|                                                |                                         |                                                  |                                              |  |  |       |  |  | Filippo II, duca di Borgogna |  |  | Giovanni II, re di Francia |  |
|                                                |                                         | Bona di Lussemburgo                              |                                              |  |  |       |  |  | Filippo II, duca di Borgogna |  |  |                            |  |
| Filippo, conte di Nevers e Rethel              |                                         |                                                  |                                              |  |  |       |  |  | Filippo II, duca di Borgogna |  |  |                            |  |
|                                                |                                         | Margherita III, contessa di Fiandra              | Luigi II, conte di Fiandra                   |  |  |       |  |  |                              |  |  |                            |  |
|                                                |                                         | Margherita III, contessa di Fiandra              | Luigi II, conte di Fiandra                   |  |  |       |  |  |                              |  |  |                            |  |
|                                                |                                         | Margherita III, contessa di Fiandra              | Margherita, duchessa di Brabante             |  |  |       |  |  |                              |  |  |                            |  |
| Giovanni II, conte di Nevers e Rethel          |                                         | Margherita III, contessa di Fiandra              |                                              |  |  |       |  |  |                              |  |  |                            |  |
|                                                |                                         | Filippo d'Artois, conte d'Eu                     | Giovanni d'Artois, conte d'Eu                |  |  |       |  |  |                              |  |  |                            |  |
|                                                |                                         | Filippo d'Artois, conte d'Eu                     | Giovanni d'Artois, conte d'Eu                |  |  |       |  |  |                              |  |  |                            |  |
|                                                |                                         | Filippo d'Artois, conte d'Eu                     | Isabella di Melun                            |  |  |       |  |  |                              |  |  |                            |  |
| Bona d'Artois                                  |                                         | Filippo d'Artois, conte d'Eu                     |                                              |  |  |       |  |  |                              |  |  |                            |  |
|                                                |                                         | Maria di Berry                                   | Giovanni, duca di Berry                      |  |  |       |  |  |                              |  |  |                            |  |
|                                                |                                         | Maria di Berry                                   | Giovanni, duca di Berry                      |  |  |       |  |  |                              |  |  |                            |  |
|                                                |                                         | Maria di Berry                                   | Giovanna d'Armagnac                          |  |  |       |  |  |                              |  |  |                            |  |
| Carlotta, contessa di Rethel                   |                                         | Maria di Berry                                   |                                              |  |  |       |  |  |                              |  |  |                            |  |
|                                                | Giovanni I di Brosse, signore di Huriel | Pietro di Brosse, signore di Huriel              |                                              |  |  |       |  |  |                              |  |  |                            |  |
|                                                | Giovanni I di Brosse, signore di Huriel | Pietro di Brosse, signore di Huriel              |                                              |  |  |       |  |  |                              |  |  |                            |  |
|                                                | Giovanni I di Brosse, signore di Huriel | Margherita di Malval, signora di La Forêt        |                                              |  |  |       |  |  |                              |  |  |                            |  |
| Giovanni II di Brosse, signore di Huriel       | Giovanni I di Brosse, signore di Huriel |                                                  |                                              |  |  |       |  |  |                              |  |  |                            |  |
|                                                |                                         | Giovanna di Naillac, signora di La Motte-Jolivet | Guglielmo di Naillac, visconte di Bridier    |  |  |       |  |  |                              |  |  |                            |  |
|                                                |                                         | Giovanna di Naillac, signora di La Motte-Jolivet | Guglielmo di Naillac, visconte di Bridier    |  |  |       |  |  |                              |  |  |                            |  |
|                                                |                                         | Giovanna di Naillac, signora di La Motte-Jolivet | Giovanna di Turpin                           |  |  |       |  |  |                              |  |  |                            |  |
| Paulina di Brosse                              |                                         | Giovanna di Naillac, signora di La Motte-Jolivet |                                              |  |  |       |  |  |                              |  |  |                            |  |
|                                                |                                         | Carlo di Châtillon, signore di Avaugour          | Giovanni I di Châtillon, conte di Penthièvre |  |  |       |  |  |                              |  |  |                            |  |
|                                                |                                         | Carlo di Châtillon, signore di Avaugour          | Giovanni I di Châtillon, conte di Penthièvre |  |  |       |  |  |                              |  |  |                            |  |
|                                                |                                         | Carlo di Châtillon, signore di Avaugour          | Margherita di Clisson                        |  |  |       |  |  |                              |  |  |                            |  |
| Nicoletta di Châtillon, contessa di Penthièvre |                                         | Carlo di Châtillon, signore di Avaugour          |                                              |  |  |       |  |  |                              |  |  |                            |  |
|                                                |                                         | Isabella di Vivonne                              | Saverio V di Vivonne                         |  |  |       |  |  |                              |  |  |                            |  |
|                                                |                                         | Isabella di Vivonne                              | Saverio V di Vivonne                         |  |  |       |  |  |                              |  |  |                            |  |
|                                                |                                         | Isabella di Vivonne                              | Giovanna d'Aspremont                         |  |  |       |  |  |                              |  |  |                            |  |
|                                                |                                         | Isabella di Vivonne                              |                                              |  |  |       |  |  |                              |  |  |                            |  |